# 入鹿池

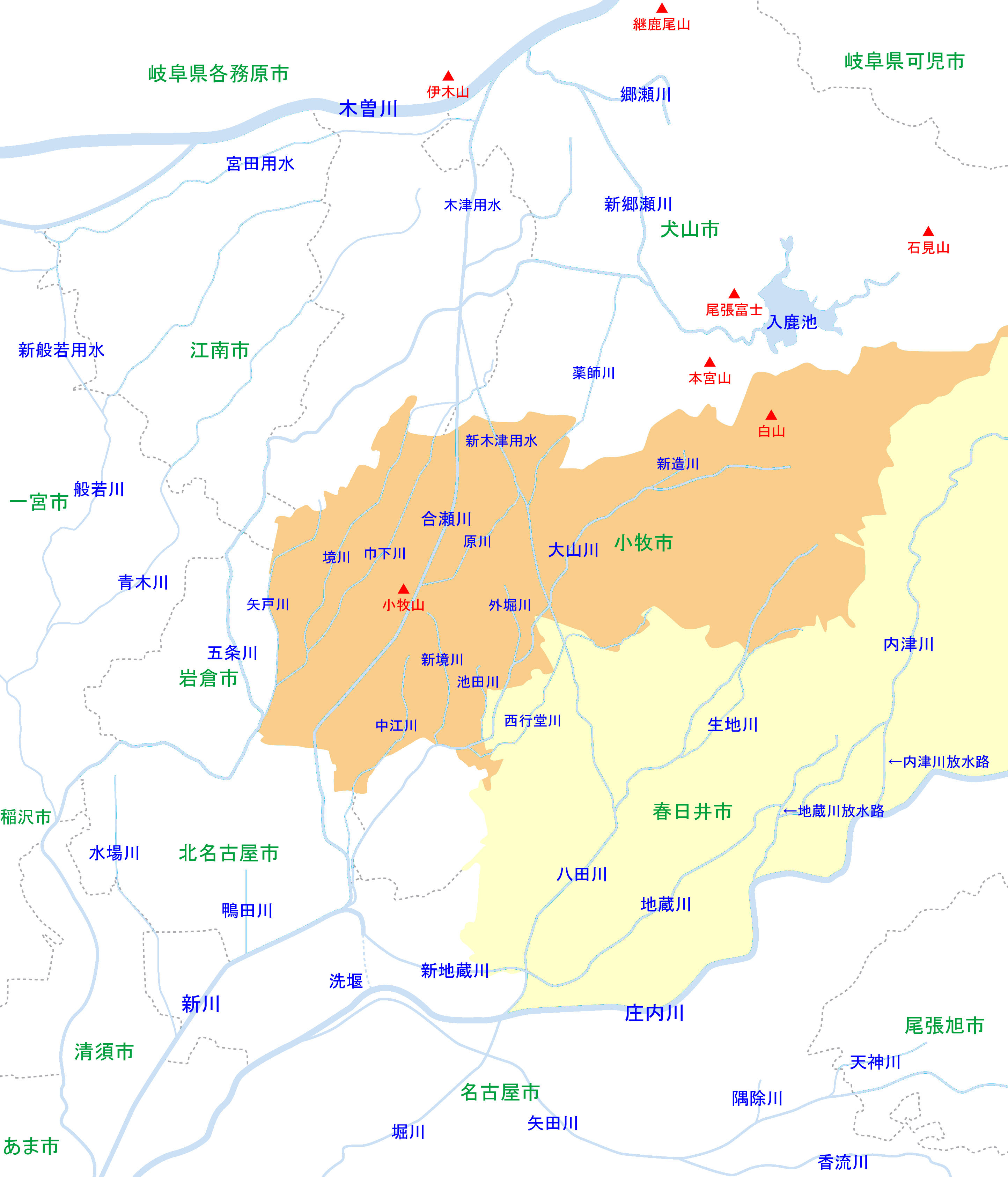
小牧市、春日井市周边河流位置

入鹿池是位於日本爱知县犬山市飛驒木曾川國定公園内的農業水庫，總容積1847.9万立方米 。於 2010年3月25日獲农林水产省選為「百大灌溉池」之一 ， 2015年被国际灌溉排水委员会登錄為世界灌溉工程遗产。

## 概述
入鹿池是日本第二大的農業用人工湖，僅次於香川縣仲多度郡滿濃町的满濃池。灌溉水道向南至爱知县犬山市、小牧市，西至丹羽郡各町。
入鹿池北面是今井山，西南面是本宫山、尾张富士、白山等尾张三山，博物館明治村位於池畔。这里有划船、钓西太公魚等休閒活動。繞池公路包括尾张公园路、县道16号、县道49号等道路。

## 基本資料
- 堤壩形式：土壩
- 堤壩高度：26.9米
- 堤壩長度：120.0m
- 周長：约 16公里
- 儲水量：15,187,786立方米（满水时，翻轉式闸门直立时水量可達16,810,863立方米）
- 滿水時水域面积：152.1公顷
- 灌溉面积：1,369 町
- 水源：五条川[3] 、成澤川、鄉川

## 照片
- 由湖的南岸望去的入鹿池
- 碼頭
- 入鹿用水土地改良區事務所
- 由白山眺望尾張富士與入鹿池
- 灌溉工程遺產紀念碑

## 脚注
1. ↑  "入鹿池"（ダム便覧）2024年8月13日閲覧。
2. ↑  入鹿池 - 農林水産省 - ため池百選
3. ↑  可將入鹿池視為五条川的一部分。五条川是發源於岐阜縣多治見市高社山的庄內川、新川水系的一級河川。它流經八曾山南方而匯入入鹿池，然後離開，並在清須市和海部市邊界附近匯入新川。